# Alectroenas nitidissimus
La paloma azul de Mauricio (Alectroenas nitidissimus) es una especie extinta de ave columbiforme de la familia Columbidae. A diferencia de otras aves de Mauricio si podía volar, y sobrevivió el impacto de la colonización europea durante más de 200 años. Se extinguió en los años 30 del siglo XIX debido a la introducción por el hombre de especies invasoras en su hábitat, así como la destrucción de su hábitat. Era un endemismo de la isla de Mauricio.